# Norvellina glauca
Norvellina glauca är en insektsart som beskrevs av Lindsay 1938. Norvellina glauca ingår i släktet Norvellina och familjen dvärgstritar. Inga underarter finns listade i Catalogue of Life.